# Musée d'Art moderne et contemporain
Musee d'Art moderne et contemporain (MAMC) is een museum voor moderne kunst en hedendaagse kunst in Straatsburg in Frankrijk.
Het is opgericht in 1973 en geopend in november 1998. Het is een van de grootste in zijn soort in Frankrijk. Het heeft een uitgebreide collectie schilderkunst, beeldhouwkunst, grafische kunst, multimedia en design uit de periode van 1870 (het impressionisme) tot vandaag. 
Het museum beschikt over circa 18.000 werken. Er worden jaarlijks diverse tentoonstellingen georganiseerd. In het museum is een kunstbibliotheek, een zaal voor conferenties, films en concerten. Het heeft ook een dakterras en een café.

## Gebouw
Het werd gebouwd op de linkeroever van de rivier Ill van 1995 tot en met 1998. Het museum is ontworpen door de Parijse architect Adrien Fainsilber. De centrale hal van het gebouw is 104 meter breed en 22 meter hoog. Op het dak staat een sculptuur van een paard Hortus conclusus van de Italiaanse kunstenaar Mimmo Paladino.
Het museum ligt aan de rand van de oude wijk (Petite France) en in de buurt van Barrage Vauban en de Middeleeuwse bruggen Ponts Couverts.

## Collectie
Het museum heeft een collectie van 369 werken van Gustave Doré, 53 werken van Jean Arp, 37 werken van Victor Brauner en 10 werken van César Domela Nieuwenhuis.
Ook de Duitse kunstschilders Markus Lüpertz, Eugen Schönebeck, Georg Baselitz, Jörg Immendorff, A.R. Penck, Albert Oehlen, Daniel Richter, Jonathan Meese, Thomas Scheibitz zijn vertegenwoordigd.
Het museum bezit ook het eerste kubistische schilderij dat ooit door een Franse publieke collectie werd aangekocht, Stilleven uit 1911 van Georges Braque, en het eerste schilderij van Dante Gabriel Rossetti dat ooit door een Franse publieke collectie werd aangekocht Joan of Arc Kissing the Sword of Deliverance uit 1863, dat nu te zien is in het Musée des Beaux-Arts de Strasbourg.
Verder zijn er werken van Camille Pissarro, Claude Monet, Auguste Rodin, Max Liebermann, Edward Burne-Jones, Francis Picabia, Pablo Picasso, Alexander Archipenko, Wassily Kandinsky, Ossip Zadkine, Paul Klee, Max Ernst, Theo van Doesburg, Sophie Taeuber-Arp, Marcelle Cahn, Auguste Herbin, Alberto Herbin, Alberto Magnelli, Jean Hélion, Asger Jorn, Arman, Wolf Vostell, Gilles Aillaud en Malcolm Morley.
Er is ook een collectie van kunstenaars uit de Elzas uit diverse stijlen, zoals de art nouveau, het expressionisme en Nieuw Realisme, onder andere Charles Spindler, Rene Beeh, Jean-Desire Ringel d'Illzach, Henri Beecke, Luc Hueber, Martin Hubrecht en Camille Claus.
Het museum heeft een fototheek met enkele duizenden foto’s, met onder andere werken van Nadar, Eugène Atget, Eadweard Muybridge, Etienne-Jules Marey, August Sander, Willy Maywald, Josef Sudek, Robert Mapplethorpe, Duane Michals en Jan Saudek.
Ook zijn er video-werken van Bill Viola, Nam June Paik, Woody Vasulka, Olaf Breuning en vele anderen.